# (12846) Fullerton
(12846) Fullerton est un astéroïde de la ceinture principale.

## Description
(12846) Fullerton est un astéroïde de la ceinture principale. Il fut découvert le 28 juin 1997 à Kitt Peak par le projet Spacewatch. Il présente une orbite caractérisée par un demi-grand axe de 3,04 UA, une excentricité de 0,04 et une inclinaison de 7,6° par rapport à l'écliptique.

## Compléments